# 聖家族 (小説)
『聖家族』（せいかぞく）は、堀辰雄の短編小説。師であった芥川龍之介の自殺の衝撃から創作された作品で、文壇で認められた堀辰雄の出世作であり、初期の代表作でもある。ある青年が、敬愛する師の死をきっかけに、師の恋人だった夫人と彼女の娘と出会い、師と夫人の関係に、青年自身と少女の恋愛を重ねながら自己のあり方を確立してゆく物語。死者を軸にした3人の微妙な心理描写が、ラディゲやコクトーから学んだ理知的な手法や文体で描かれている。堀は初版刊行にあたって、「私はこの書を芥川龍之介先生の霊前にささげたいと思ふ」という献辞をつけている。

## 発表経過
1930年（昭和5年）、雑誌『改造』11月号（第12巻第11号）に掲載され、翌々年の1932年（昭和7年）2月20日に堀自身の装幀で江川書房より単行本刊行された。文庫版は新潮文庫の『燃ゆる頬・聖家族』、岩波文庫の『菜穂子・他五編』に収録されている。

## 作品成立・背景
堀辰雄は1923年（大正12年）の10月に、室生犀星から芥川龍之介を紹介されて以来、芥川を師として慕い、芥川の滞在していた軽井沢にも行っていたが、そこで芥川の恋人であった片山広子（筆名：松村みね子）の家族とも交流を持つこととなり、芥川と片山広子の恋愛も知っていた。その芥川が突然、1927年（昭和2年）7月24日に自殺したことは、堀にとって大きな衝撃であった。当時東京帝国大学文学部国文科の学生であった堀は、1年半後の卒業論文に以下の「芥川龍之介論」を記した。
さらに堀は卒論を発表した同年、「自分の先生の仕事を模倣しないで、その仕事の終つたところから出発するもののみが真の弟子であるだらう。芥川龍之介は僕の最もいい先生だつた」と述べ、芥川が最後の残した言葉である「何よりもボオドレエルの一行を！」を挙げながら、「僕は此の言葉の終るところから僕の一切の仕事を始めなければならない」という決意を示し、日記にも、「我々ハ《ロマン》ヲ書カナケレバナラヌ」と日記に記している。
芥川の死から約3年後に発表された『聖家族』は、「死があたかも一つの季節を開いたかのやうだつた」という象徴的な冒頭文で始まり、その理知的な心理描写や文体にラディゲの『ドルジェル伯の舞踏会』の影響が見られる。堀は、「ただもう何かに憑りつかれたやうになつて、一週間ばかりで書き上げてしまつた」とし、刊行本に際して、「私はこの書を芥川龍之介先生の霊前にささげたいと思ふ」綴った。
『聖家族』脱稿後の1930年（昭和5年）秋、堀は多量喀血をし、翌年1931年（昭和6年）4月に富士見サナトリウムに入院した。

## 人物設定・モデル
『聖家族』の主人公・扁理は堀辰雄自身で、扁理が師事していた九鬼という人物のモデルは芥川龍之介である。そして、九鬼の恋人・細木夫人のモデルは、芥川より14歳年上であった片山広子（筆名：松村みね子）で、彼女の娘の片山総子（筆名：宗瑛）が絹子のモデルである。堀は総子に片想いしていたとされている。また、踊り子のモデルは、当時浅草で人気を誇っていたカジノ・フォーリーのレビューの踊り子・春野芳子だとされている。
同じく松村みね子母娘をモデルにしている堀の処女作『ルウベンスの偽画』は、『聖家族』の序曲的作品となっている。なお、堀や芥川と交友のあった室生犀星は、堀は娘の方の片山総子（宗瑛）よりも、むしろ母親の片山広子（松村みね子）の方に惹かれ、芥川は片山広子よりも、娘の総子の方に惹かれていたのではないかという見解を持っていたという。

## あらすじ
3月のある日、九鬼の告別式に向う車や群集で道が混雑する中、一人の美しい貴婦人が車から降りた。河野扁理（へんり）はその女性が、細木（さいき）夫人だとすぐに気づいた。細木夫人はしばらくしてから扁理のことを思い出した。数年前に軽井沢のマンペイ・ホテルで偶然、九鬼と会った際に彼の傍らにいた15歳の少年が河野扁理だった。細木夫人は、成長した扁理を、「まるで九鬼を裏がえしにしたような青年だ」と感じた。子供だった時の扁理は、九鬼が細木夫人を心から尊敬しているのがわかった。
九鬼の死後、扁理はその遺族から頼まれて彼の蔵書の整理をした。メリメの書簡集に、何か古い、女の筆跡の手紙の切れはしが挟まっていた。篇理はそれを読み、もう一度読み返して元に戻した。それからしばらく、彼は口癖のように繰り返していた。「どちらが相手をより多く苦しますことが出来るか、私たちは試して見ましょう」
扁理のアパートに細木夫人の手紙が届いた。その字は本に挟まっていた紙の文字を思い出させた。夫人の家での二度目の面会で、「この人もまた九鬼を愛していたのにちがいない、九鬼がこの人を愛していたように」と扁理は思った。夫人には絹子という娘がいた。夫人は、絹子が古本屋で、九鬼という蔵書印のあるラファエロの画集を見つけたことを話した。お金に困っていた扁理は、それを売ってしまったのは自分であることを彼女たちに素直に告白した。
ある晩、扁理の夢の中に九鬼が出て来た。九鬼は画集を扁理に渡し、ラファエロの聖家族らしき絵を示した。その画のなかの聖母の顔は細木夫人のようでもあるし、幼児のそれは絹子のようでもあった。目を覚ますと、枕元に細木夫人からの封筒が落ちていた。そこには、「ラファエロの画集を買い戻しなさい」という手紙と、一枚の為替が一緒に入っていた。
細木夫人は買い戻した画集をめくりながら、九鬼の煙草の匂いを嗅いだ。やがて絹子は、自分の母の眼を通して扁理を見つめだした。彼の中に、母が見ているように、裏がえしにした九鬼を見た。絹子と同じように扁理も、彼女を愛し始めていた。扁理は、自分もまた九鬼のように傷つけられないうちに、彼女たちから早く遠ざかってしまった方がいいと考えた。扁理はカジノで会った踊り子と付き合いだした。ある日、細木夫人と絹子は公園をドライブ中、女と歩いている扁理を見たが、母子はお互い、それに気づかないふりをした。扁理の友人の斯波（しば）から、女の素性がただの踊り子だと聞くまで、絹子は嫉妬に苦しめられていた。
久しぶりに細木家を訪問した扁理は、一年ほど旅行に出ると告げていった。絹子は熱心に彼を見つめていた。踊り子との偽りの関係に疲れた扁理は出発した。都会が遠ざかり小さくなるほど、彼の心の中で一つの少女の顔が膨大した。海辺の町を歩きながら、扁理は九鬼も今の自分と同じような苦痛を感じていたような気がした。扁理は自分の裏側にたえず死んだ九鬼が生き、いまだに彼を支配していることに気づかされた。
扁理の出発後、絹子は病気になった。海岸の町に滞在している扁理の絵はがきが来た。絹子は母に、扁理が死ぬのではないかと問うた。夫人は娘を見つめながら、「自分が、昔、あの人を愛していたように愛している」と、絹子が扁理を愛していることを確信した。夫人は娘の問いを否定し、「…それはあの方には九鬼さんが憑ついていなさるかも知れないわ。けれども、そのために反ってあの方は救われるのじゃなくって？」と答えた。絹子は苦痛をおびた表情で母を見上げていたが、やがてその少女の眼差しは、古画のなかで聖母を見あげている幼児のそれに似てゆくように思われた。

## 登場人物
河野扁理
20歳。九鬼の弟子のような存在。亡くなった九鬼とは対蹠的な容貌だが、その対蹠がかえって或る人々には彼等の精神的類似を目立たせる。
細木夫人
未亡人。九鬼が愛していた高貴な女性。
絹子
17、8歳。細木夫人の一人娘。母とはあまり似ていない顔立ち。
踊り子
小柄。さほど美しくはない。
斯波
河野扁理の友人。こわれたギターのような声。

## 作品評価・解釈
『聖家族』は、文壇から認められた出世作であるが、日本の文学史的に見ても、ラディゲの『ドルジェル伯の舞踏会』やコクトーの小説の心理分析の手法をうまく取り入れて成功させた意味は大きいとされている。当時『聖家族』を高く評価した作家の一人の横光利一は初版本の序文で、文学史的な位置づけを含めて以下のように評している。
ラディゲやコクトーのフランス心理小説の手法から学んだ『聖家族』の論理的で理知的な心理描写について丸岡明は、「何んとも解き難い方程式が、幾度か繰返して因数に分解されてゆくうちに、遂に綺麗に解かれてゆく――そういった印象を読者に与える」と評している。松田嘉子は、主人公・扁理が旅立った後の、細木夫人と絹子の心理の描き方において、コクトーの『山師トマ』や、詩『表と裏』などの類似が見られるとしている。
『聖家族』は、師・芥川龍之介の死という現実を元に執筆されたものであるが、堀は芥川の死の後に、自らの小説理念として、「現実よりもつと現実なもの」が「どれだけ確実に、しつかりと捕まへられてゐるか」により、芸術の作品価値が決定されるとし、そういった「現実を超えたもの」には、ただ「それらのよい作品を通してしか、触れることが出來ない」と考え、翌年には、ラディゲの『ドルジェル伯の舞踏会』について、「作者が少しも告白をしてゐない」ところに感動したとし、「さういふ少しの告白もない、すべてが虚構に属する小説こそ、僕は純粹の小説であると言ひたい」と述べている。
源高根は、堀が述べている「現実よりもつと現実なもの」や、堀が自身の文学について述べた以下のような言葉や、『聖家族』の冒頭文を引きながら、『聖家族』も、「堀辰雄の切実な人間的体験が、次第に文学的体験に転化して行く」一つの例であると解説している。
水島裕雅は、堀は『聖家族』を書くことで、師・芥川の死を形象化し、「自己のあり方を確立すること」を試みたとしている。丸岡明は、象徴的な冒頭文で始まる『聖家族』を、堀の作家としての「最初の脱皮であり、宿命的な作品であった」とし、堀が随筆『小説のことなど』の中で重視している「作家が自分を棄てるのにどれだけ独特の苦痛をかけたか」という言葉を受け、「（堀の）その独特の苦痛は『聖家族』のあの心理小説の手法と、芥川龍之介の死から受けた打撃の処理の仕方のうちに、見られる」と解説している。また、堀の文学は、身近な人々の死を体験し、堀自身も健康を害していたことから、「生は常に死に裏づけられて存在し、風景の描写までが、常に死を背景にして、生き生きと陽に輝く」と考察している。
福水明人は、芥川の死の影響を最大に受けたのが堀辰雄だとし、『聖家族』で扁理（堀自身）と九鬼（芥川）の関係性や類似について堀自身が自覚していた点に触れながら以下のように考察している。
そして福水は、この堀の人生態度が、その文学の方法と密接な関係を持ち、自身の人生における「苦悩する自己の魂」を「文学の核」として位置づけた堀の魂を支配した問題が「死・生・愛」であったとしている。また、堀文学が「私小説」を感じさせない文学である点も、芥川から受けついでいるとし、芥川の晩年の「告白的小説」が小説形式を喪失していたのを見逃さなかった堀が、「告白だけの悲劇」を芥川の死の中に見て、「自己の最も求心的問題」を核としながらも、芥川文学の特色であった「小説の構想性」や「虚構」をそこに付加して復活させたと福水は解説し、「『聖家族』『菜穂子』の主題の展開の中にみられる知的構想性こそ、一見私小説的に見える堀文学と私小説との間に一線を画するものである」と論考している。

## 映画化
- 『聖家族〜大和路』（カエルカフェ） 2010年5月8日封切。
  - 監督：片桐仁。出演：片桐仁、岩田さゆり、末永遥、堀ちえみ、ほか
  - 『聖家族』と『大和路』を原作にしている。

## テレビドラマ化
- 『聖家族』（ABCテレビ） 
  - 1961年（昭和36年）12月13日 水曜日 14:00 - 15:00
  - 脚色：鴇田忠元
  - 出演：風見章子、青江奈美、山本勝、林美智子

## おもな刊行本
- 『聖家族』（江川書房、1932年2月20日） 500部限定本
  - 装幀：堀辰雄。菊半裁判。仮綴装。たとう納め函。内函（純白無文字）。白色装幀本。序文：横光利一
  - 1 - 150部は越前局紙刷署名入、151 - 500部は木炭紙刷。
- 『聖家族』（野田書房、1936年10月20日） 80部限定本
  - 60部著者署名入。
  - ※ 江川書房版の倍ほどの 大きさでゆったりと印刷してある。横光利一の序文は無し。
- 文庫版『燃ゆる頬・聖家族』（新潮文庫、1947年11月30日。改版1970年）
  - カバー装画：難波淳郎。解説：丸岡明
  - 収録作品：「麦藁帽子」「燃ゆる頬」「聖家族」「ルウベンスの偽画」「恢復期」「旅の絵」「鳥料理」
- 文庫版『菜穂子・他五編』（岩波文庫、1973年4月16日。改版2003年）
  - 解説：源高根
  - 収録作品：「ルウベンスの偽画」「聖家族」「恢復期」「楡の家」「菜穂子」「覚書I・II」「ふるさとびと」「楡の家・菜穂子・ふるさとびと・のノオト」